# Scalidophora
Scalidophora é um grupo de invertebrados pseudocelomados, que consiste em três filos: Kinorhyncha, Priapulida, e Loricifera. Os membros deste grupo partilham um conjunto de características, scalides na região anterior do corpo, incluindo cutícula quitinosa e ecdise da cutícula. Os seus parentes mais próximos julgam-se ser os Panarthropoda e os Nematoda; são assim colocados no grupo denominado Ecdysozoa.
Duas espécies do género Markuelia, que existem sob a forma de embriões fossilizados do Câmbrico Médio, são considerados como dos primeiros escalidóforos.
O grupo era anteriormente considerado com um filo único, Cephalorhyncha, com três classes.